# Sandnes
|  | Per a altres significats, vegeu «Sandnes (Finnmark)». |

Sandnes és un municipi situat al comtat de Rogaland, Noruega. Té 74.820 habitants (2016) i la seva superfície és de 304,38 km². El centre administratiu del municipi és el poble homònim.
Sandnes se separà de Høyland i es convertí en una ciutat independent l'any 1860. Posteriorment, les ciutats de Høyland i Høle (a més d'una part de la ciutat de Hetland) s'uniren a Sandnes formant una ciutat major al gener de 1965. Sandnes forma part de l'àrea metropolitana de Stavanger, àrea que amb els seus més de 170.000 habitants és la tercera àrea amb més habitants de Noruega, per davant de la de Trondheim i per darrere de les d'Oslo i Bergen. Sandnes fou declarada el 2008 com a Capital Europea de la Cultura, conjuntament amb Stavanger i Liverpool.